# تروي كوب
تروي كوب (بالإنجليزية: Troy Kopp)‏ هو لاعب كرة قدم أمريكية ولاعب كرة قدم كندية أمريكي، ولد في 21 أغسطس 1971 في ماديسون في الولايات المتحدة.